# Melipotis nigrescens
Melipotis nigrescens là một loài bướm đêm trong họ Erebidae.